# Al otro lado (programa de televisión)
Al otro lado fue un programa de televisión español, dirigido y presentado por Carmen Porter. El primer programa, al tratarse de un especial, fue presentado por Ana Rosa Quintana. Este espacio, que dedicaba su emisión a monográficos sobre temas paranormales, emitió dos entregas en Telecinco en abril de 2013.
Después de la entrada de Carmen Porter como nueva presentadora, el programa duró solo una emisión. A los pocos días Iker Jiménez, en su programa Milenio 3, dio la noticia de que suspendían el programa por temas personales, ya que este espacio supondría una dificultad para la trayectoria de sus programas Milenio 3 y Cuarto Milenio, lo que se contradice con otras fuentes que afirman que el programa arrojó índices de audiencia tan mínimos en relación con lo esperado teniendo a Carmen Porter al frente que se decidió suspender su emisión.

## Historia
El 9 de abril de 2013, con motivo del estreno de la serie El don de Alba, Telecinco emitió un programa especial con el equipo de Cuarto milenio. Este especial, emitido antes y después de la serie, ofreció varios reportajes sobre el mundo de los espectros dando pie a la mesa de debate conducida por Ana Rosa Quintana. En este debate también participaron como contertulios Iker Jiménez, Paloma Navarrete, José Miguel Gaona y Enrique de Vicente.
Tras los buenos datos cosechados por el primer especial, Mediaset España decidió renovar el formato, contando así con doce entregas más para acompañar a El don de Alba. La principal novedad es que Ana Rosa Quintana dejó su puesto a Carmen Porter para centrarse en su programa matinal.
Finalmente, la cadena optó por no producir más programas debido a los bajos datos de audiencia en su última emisión (16 de abril). Así, dada su cancelación, sólo se emitieron dos especiales en el canal principal de la compañía.

## Equipo del programa
- Carmen Porter (dirección y presentación)
- Iker Jiménez (colaboración)
- Paloma Navarrete (colaboración)
- Enrique de Vicente (colaboración)
- José Miguel Gaona (colaboración)
- Clara Tahoces (colaboración)
- Santiago Camacho (redacción, también en Cuarto milenio y Milenio 3)
- Pablo Villarrubia (redacción)
- Francisco Pérez Caballero (redacción)
- Nacho Ares (redacción)
- Gerardo Peláez (coordinador de redacción)
- Carlos Largo (redacción, también en Cuarto milenio y Milenio 3)
- Javier Pérez Campos (redacción, también en Cuarto milenio y Milenio 3)
- Guillermo León (webmaster y equipo técnico)

## Audiencias
| Programas emitidos | Programas emitidos  | Programas emitidos | Programas emitidos |
| Capítulo           | Fecha de emisión    | Espectadores       | Share              |
| ------------------ | ------------------- | ------------------ | ------------------ |
| 1                  | 9 de abril de 2013  | 1.472.000          | 6,8%               |
| 1                  | 9 de abril de 2013  | 882.000            | 13,8%              |
| 2                  | 16 de abril de 2013 | 2.058.000          | 10,0%              |
| 2                  | 16 de abril de 2013 | 761.000            | 9,9%               |